# Samuel Girard
Samuel Girard (* 26. června 1996, Ferland-et-Boilleau) je bývalý kanadský závodník v short tracku. Na olympijských hrách v Pchjongčchangu roku 2018 vyhrál závod na 1000 metrů. Na stejných hrách získal též bronz s kanadskou štafetou. Z mistrovství světa přivezl pět stříbrných z jednotlivých disciplín. V létě 2019 náhle oznámil ukončení své závodní kariéry, v pouhých 22 letech. Ve stejný den učinila to samé jeho přítelkyně a rovněž shorttrackařka Kasandra Bradetteová. Girard pouze uvedl, že odchází spokojen s tím, co v short tracku dokázal, a chce v životě udělat další krok.